# Noémi Szécsi

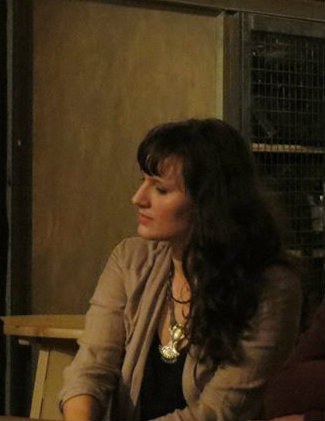
Noémi Szécsi

Noémi Szécsi (geboren am 29. März 1976 in Szentes) ist eine ungarische Schriftstellerin und Übersetzerin. Für ihren historischen Roman Kommunista Monte Christo gewann sie den Literaturpreis der Europäischen Union.

## Leben
Noémi Szécsi wurde am 29. März 1976 in Szentes geboren. Sie studierte Latein, Englisch und Finnisch an der Eötvös-Loránd-Universität in Budapest. Im Jahr 2000 war sie Stipendiatin am Kristiina-Institut für Sozialwissenschaften an der Universität Helsinki, wo sie Kulturanthropologie und Gender Studies studierte. In Helsinki schrieb sie auch ihren ersten Roman, Finnugor Vampir, der 2002 erschien.
2005 erhielt sie ein Zsigmond-Móricz-Stipendium, um ihren zweiten Roman zu schreiben. Kommunista Monte Cristo erschien 2006 und wurde 2009 mit dem Literaturpreis der Europäischen Union ausgezeichnet.
Szécsis Romane wurden in mehrere Sprachen übersetzt.

## Werke und Veröffentlichungen
- 2015: Hamisgulyás (engl. Mock Goulash), Non-Fiction
- 2015: A budapesti úrinő magánélete 1860-1914 (engl. The Private Life of the Lady of Budapest 1860–1914), Non-Fiction, mit Eleonóra Géra
- 2015: Tetűmese (engl. A Lousy Tale), Bilderbuch, mit István Szathmáry
- 2013: Gondolatolvasó (engl. Mindreader), Roman
- 2012: Mandragóra Utca 7. (engl. Mandrake Street 7.), Kinderbuch
- 2011: Nyughatatlanok (engl. The Restless), Roman
- 2009: Utolsó Kentaur (engl. Last Centaur), Roman
- 2006: Kommunista Monte Cristo (engl. Communist Monte Cristo), Roman
- 2003: A kismama naplója (engl. Journal of the Mother to Be), Blog
- 2002: Finnugor Vampir (engl. Finno-Ugrian Vampire), Roman[4]